# Désirée Artôt
Marguerite-Joséphine-Désirée Artôt (ur. 21 sierpnia 1835 w Paryżu, zm. 3 kwietnia 1907 w Berlinie) – belgijska śpiewaczka, występująca początkowo jako mezzosopran, a później jako sopran.

## Życiorys
Była córką waltornisty Jeana Désiré Artôta. W latach 1855–1857 uczyła się śpiewu u Pauline Viardot. Na scenie zadebiutowała w 1857 roku w Brukseli jako śpiewaczka koncertowa, w tym samym roku śpiewała w Londynie dla królowej Wiktorii. Jej debiutem operowym była rola Fidès w Proroku Giacomo Meyerbeera na deskach Opery Paryskiej w 1858 roku, która przyniosła jej uznanie krytyki i podziw Hectora Berlioza. W 1859 roku ze względu na konflikty artystyczne opuściła jednak Paryż i udała się w podróż do Włoch, w tym samym roku zaśpiewała również w Berlinie na uroczystości otwarcia gmachu Victoria-Theater. W kolejnych latach występowała w Londynie, śpiewając w Her Majesty’s Theatre (1863) i Covent Garden Theatre (1864, 1866). W 1869 roku udała się w podróż do Rosji, gdzie zaprzyjaźniła się z Piotrem Czajkowskim. W latach 1884–1889 przebywała w Berlinie, następnie osiadła w Paryżu, poświęcając się pracy pedagogicznej.
W 1869 roku poślubiła hiszpańskiego śpiewaka Mariana Padilla y Ramosa, który był też jej partnerem scenicznym. Ich córka Lola Artôt de Padilla także została śpiewaczką.